# نظام المكتبات العامة لولاية هاواي

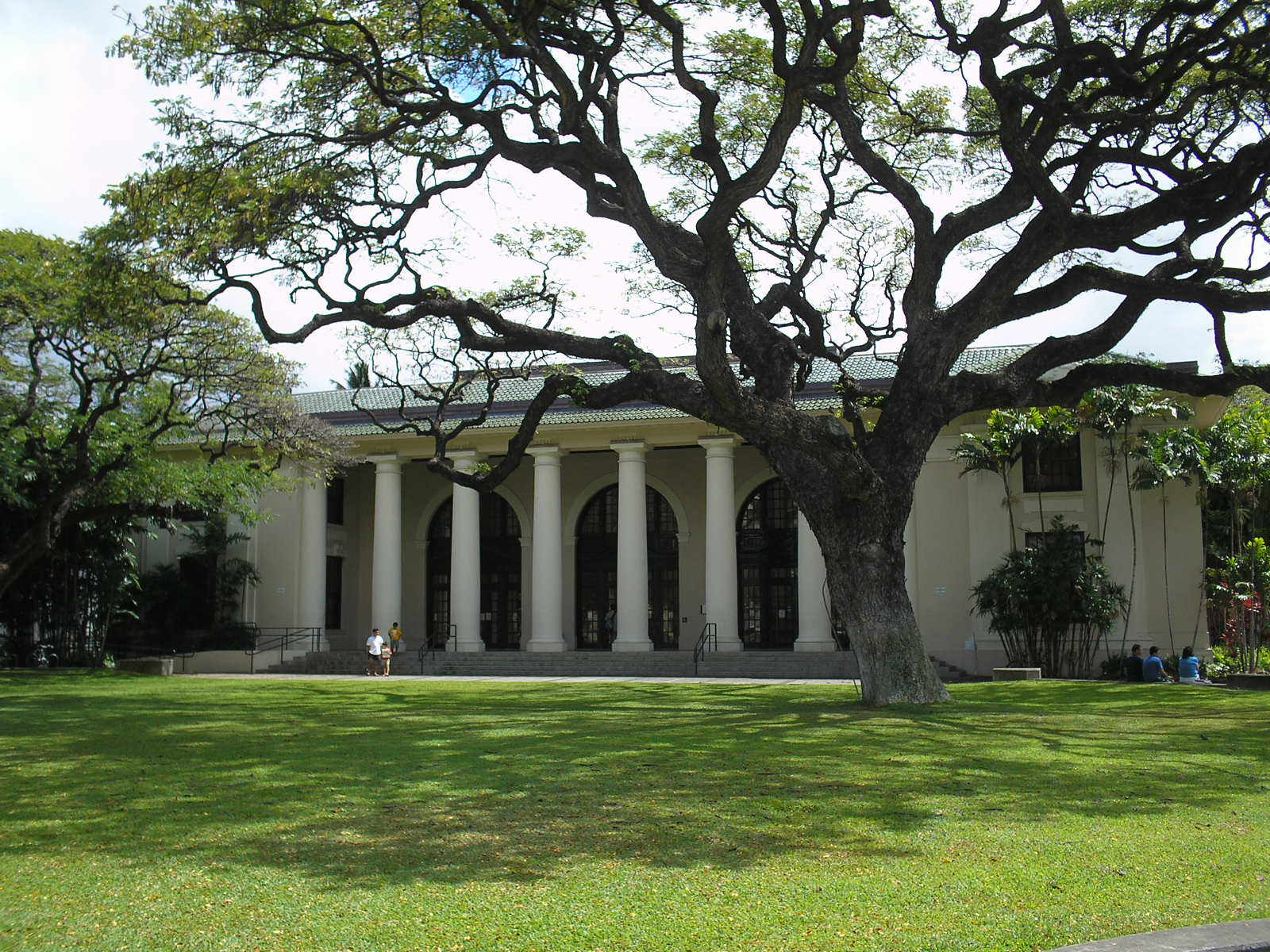
مكتبة ولاية هاواي في هونولولو

يعتبر نظام المكتبة العامة لولاية هاواي (HSPLS) هو نظام المكتبات العامة الوحيد في الولايات المتحدة، بنيت مكتبة هاواي الرئيسية عام 1911 والتي صممها المعماري هنري دي (Henry D)، تم تمويل مبنى وايتفيلد جزئياً من قبل الصناعي والمتبرع أندرو كارنيجي وهو مبنى تاريخي في وسط مدينة هونولولو، كما يحتوي النظام على 51 مكتبة في جميع جزر هاواي الكبرى: جزيرة هاواي الكبيرة وكوايي ولاناوي وماوي و ملوكوي و أوهايو.
تضم مجموعة نظام المكتبات أكثر من ثلاثة ملايين من الكتب والمواد المكتبية، كما توجد مكتبة واحدة للمكفوفين وذوي الاحتياجات الخاصة تقع في أوهايو، يرأس نظام المكتبة العامة لولاية هاواي أمين مكتبة ويرأسها حالياً ستايسي ألدريتش، الذي يقدم التقارير إلى مجلس التعليم في ولاية هاواي.

## السنوات السابقة
في عام 1879 تم تشكيل رابطة المكتبة وقاعة القراءة في هونولولو، حيث تعد مكتبة HLRRA مكتبة الاشتراك الثانية في هاواي وكانت مدعومة من قِبَل عائلة هاواي الملكية، قدَم كلاً من الملك كلكوا والملكة كابيونيلاني والملكة إيما والأميرة بيرنيس بواهي الدعم المالي وتبرعوا بكتبهم الشخصية للجمعية، كما أعطى الملك كلكوا الإعفاءات الضريبية وموقع الأرض في وسط مدينة هونولولو .

## مكتبة هاواي الأولى
خدمت جمعية مكتبة هاواي وقاعة القراءة أهالي هاواي لمدة 34 عامًا، وفي عام 1909 وقعت اتفاقية مع أمناء مكتبة هاواي للمساهمة في جمع 20,000 من المواد المطبوعة والأثاث والمال من أجل المكتبة الجديدة، كما حصل الأمناء على منحة قدرها 100,000 دولار من مؤسسة أندرو كارنيجي لمبنى المكتبة الجديد.
تم وضع حجر الأساس في 21 أكتوبر 1911 ، و افتتحت المكتبة في يوم 1 فبراير 1913 ، حيث أظهرت الأعمدة الأمامية للمبنى أنها مكتبة كارنيجي ، وبلغت التكلفة الإجمالية للمبنى 127,000 دولار مع قيام الهيئة التشريعية الإقليمية بتوفير مبلغ إضافي قدره 27,000 دولار، و خلال السنوات العشر التالية نمت المكتبة بسرعة ، وفي عام 1927 خصصت الهيئة التشريعية 300,000 دولار لتوسيع المبنى الأصلي وتجديده، حيث تم تصميم التوسعة بواسطة سي دبليو ديكي ، وشملت إضافة جناحين لإنشاء مبنى رباعي الزوايا مع فناء مفتوح في الوسط ، وفي عام 1978 ، تم تعيين المبنى كموقع تاريخي وأضيف إلى السجل الوطني للأماكن التاريخية، وفي عام 1990، أقر تشريع الدولة تمويلًا للتجديد الثاني و الذي يتضمن تكييفًا وسقفًا جديدًا وسباكة جديدة وإمكانية وصول ذوي الاحتياجات الخاصة وتنسيق الحدائق وجناحًا كبيرًا آخر يرتبط مع المبنى الحالي.

## قائمة المكتبات العامة في النظام
مقاطعة هاواي - هاواي (الجزيرة)
- مكتبة شمال كوهالا العامة
- مكتبة هيلو العامة
- مكتبة هونوكا العامة
- مكتبة كايلو كونا العامة م
- كتبة كايلو كونا العامة
- مكتبة كلية Keaʻau العامة
- مكتبة كيلاكيكوا العامة
- مكتبة كلية لاوبهويه العامة
- مكتبة كلية ماونتن فيو العامة
- مكتبة نائلهو العامة
- مكتبة كلية بهالا العامة
- مكتبة كلية باهوا العامة

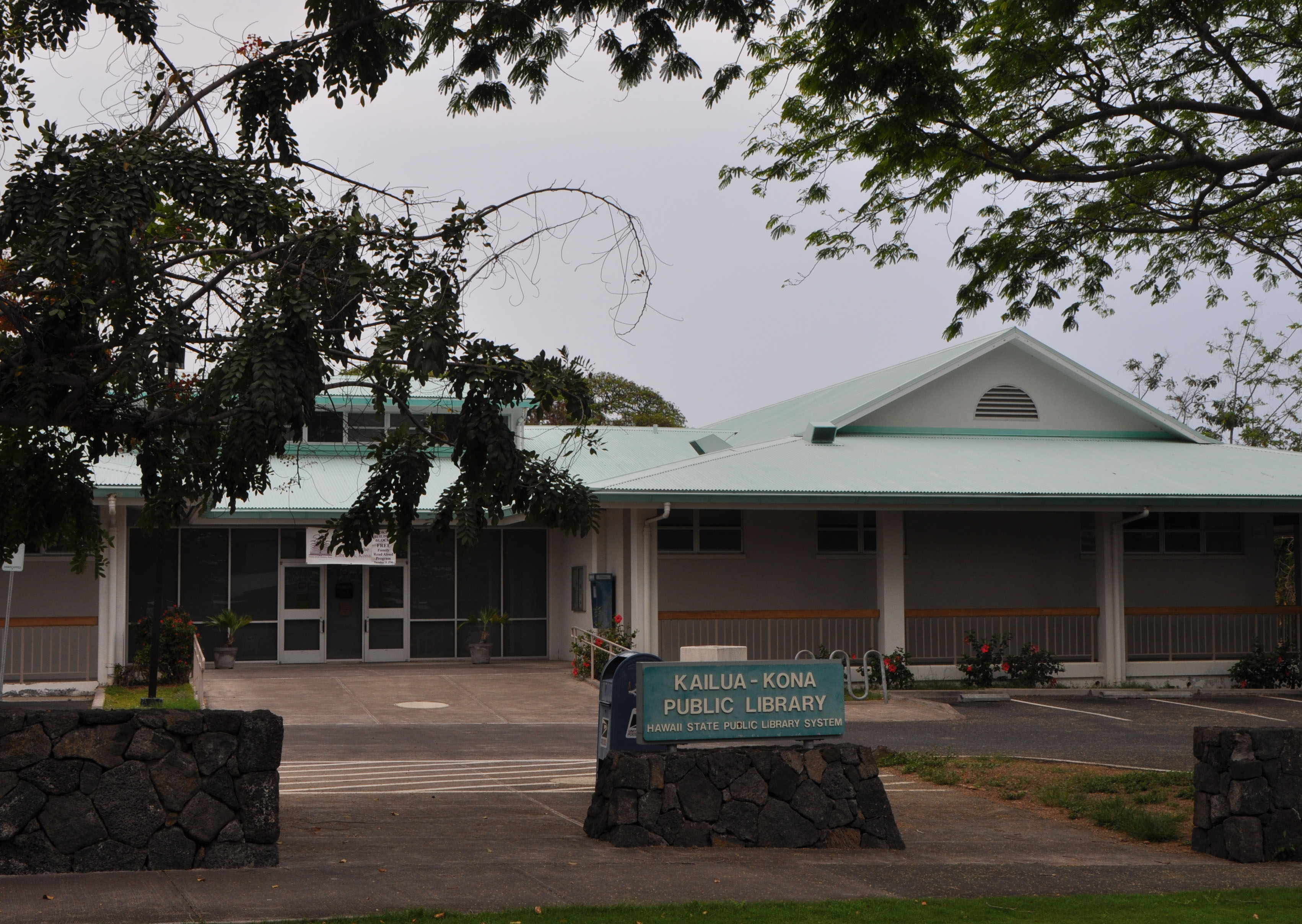
Kailua-Kona Public Library

- مكتبة كلية ثيلما باركر التذكارية العامة

مقاطعة كاواى
- مكتبة هانابوبي العامة
- مكتبة Kapa Publica العامة
- مكتبة كلية Kōloa العامة
- مكتبة Līhuʻe العامة
- مكتبة برنسفيل العامة
- مكتبة Waimea العامة

لاناي
- مكتبة كلية لاناي العامة

مقاطعة ماوي
- مكتبة كلية هناء العامة
- مكتبة كاهولو العامة
- مكتبة كاهي العامة
- مكتبة لاهينا العامة
- مكتبة مكاواو العامة
- مكتبة ويلوكو العامة

مولوكاي
- مكتبة ملوكوي العامة
- مدينة ومقاطعة هونولولو - أوهايو
- مكتبة ` Aiea` العامة
- مكتبة حينا هينا العامة
- مكتبة كلية شاطئ إيوا العامة
- مكتبة هاواي كاي العامة
- مكتبة ولاية هاواي
- مكتبة كلية كاهوكو العامة
- مكتبة كيلوا العامة
- مكتبة كايموكي العامة
- مكتبة كاليهي بالاما العامة
- مكتبة كانيوهي العامة
- مكتبة كابولي العامة
- مكتبة للمكفوفين وذوي الاحتياجات الخاصة
- مكتبة ليليا العامة
- مكتبة مناع العامة
- مكتبة مكولي ميليليلي العامة
- مكتبة ميليلاني العامة
- مكتبة نانكولي العامة
- مكتبة مدينة اللؤلؤة العامة
- البحيرة المالحة / مكتبة موانالوا العامة
- مكتبة وياهوا العامة
- مكتبة ويالوا العامة
- مكتبة Waiʻanae العامة
- مكتبة وايكو كاباهولو العامة
- مكتبة Waimānalo العامة
- مكتبة وايباهو العامة

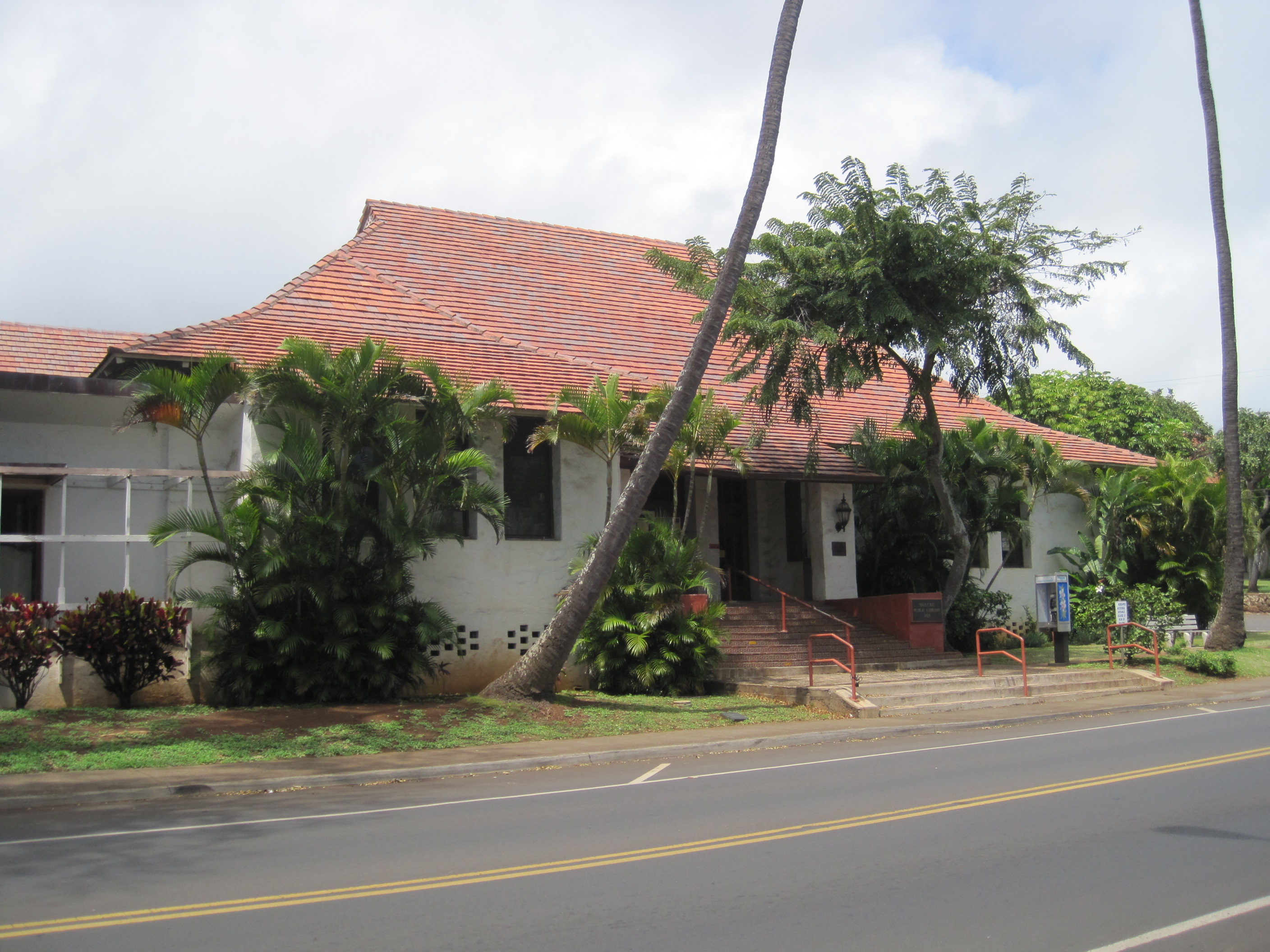
مكتبة ويلوكو العامة ، التي صممها تشارلز ويليام ديكي عام 1928.
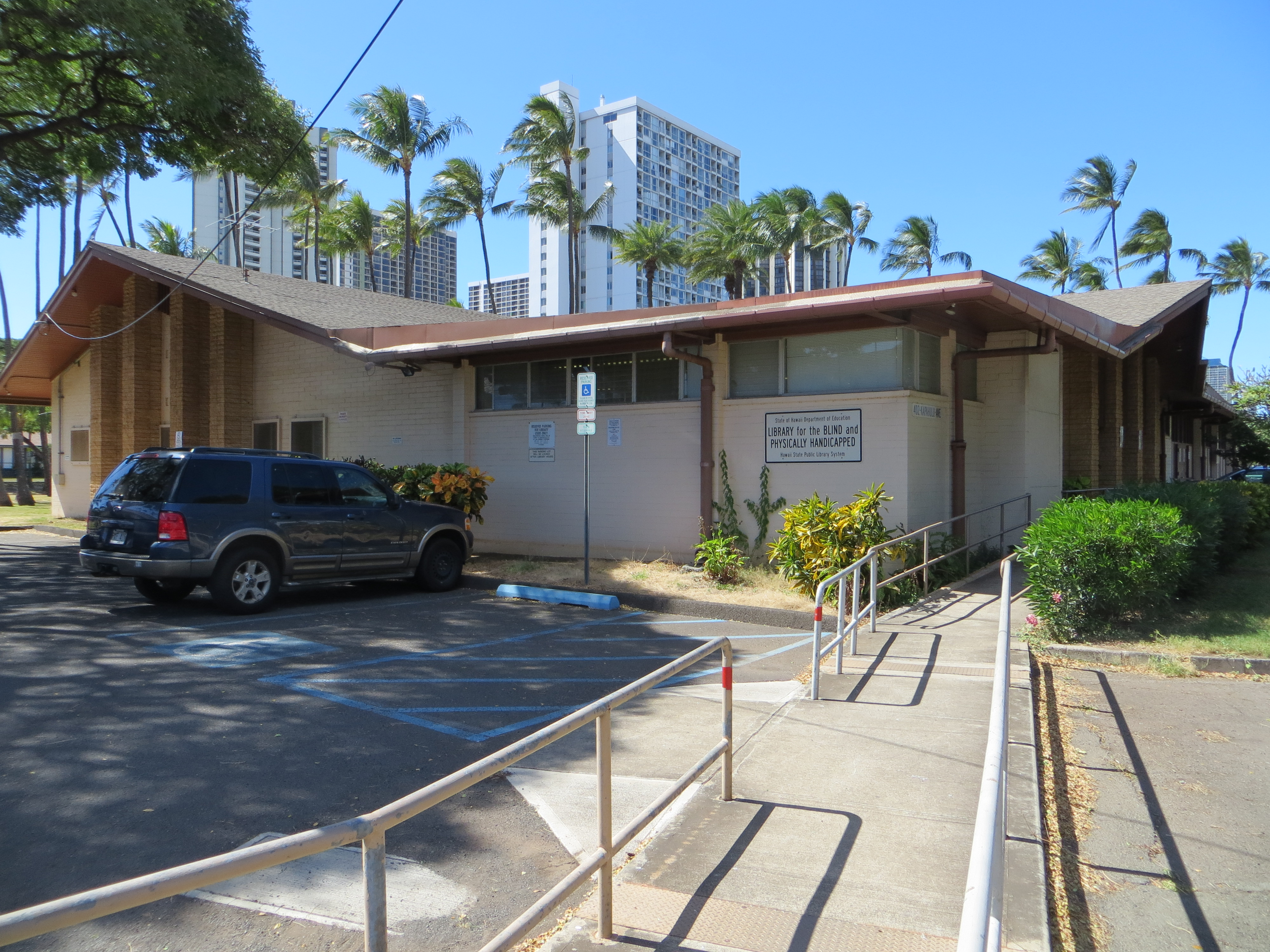
مكتبة ويكيكي كاباهولو للمكفوفين وذوي الاحتياجات الخاصة
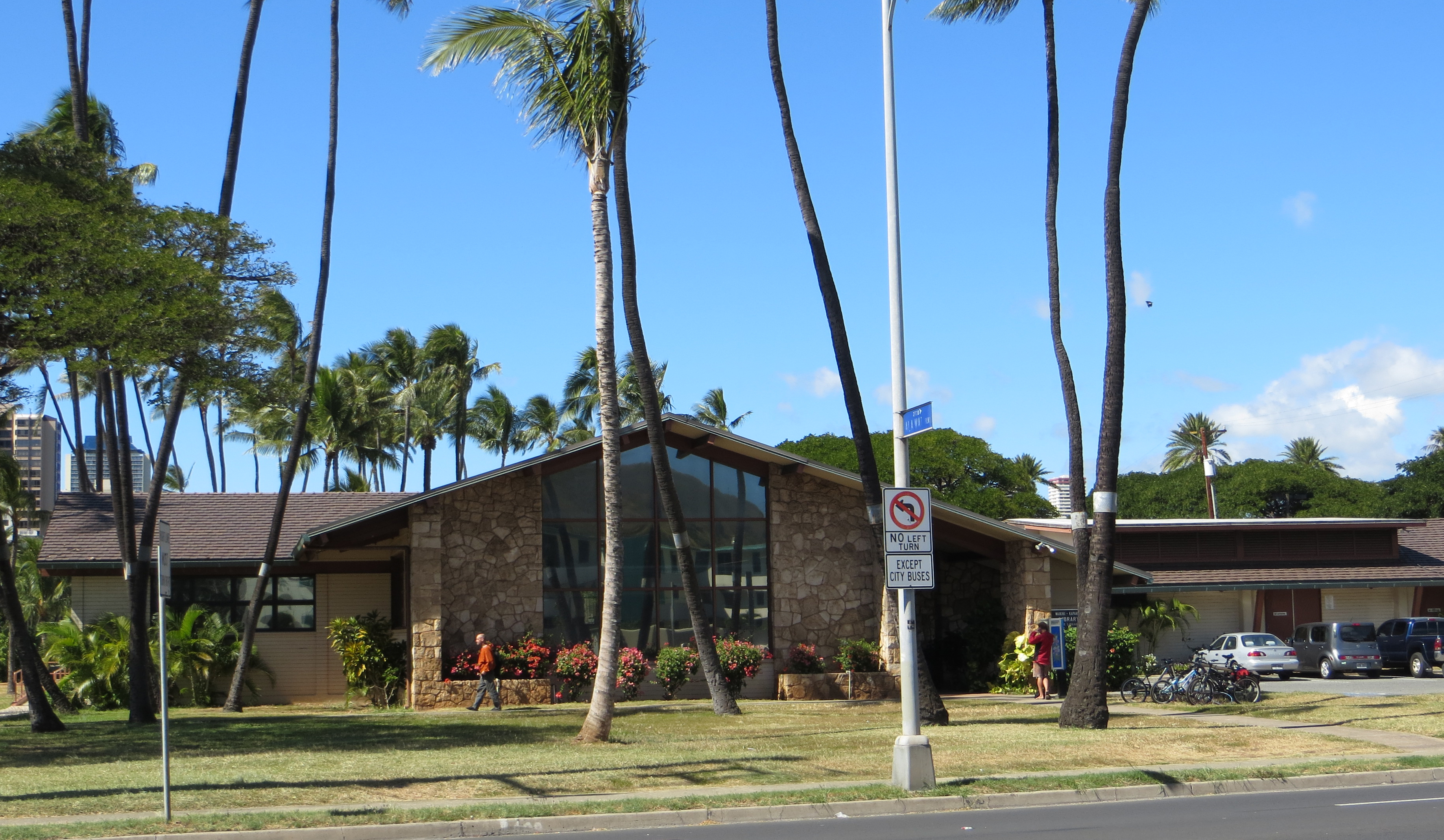
مكتبة ويكيكي كاباهولو العامة
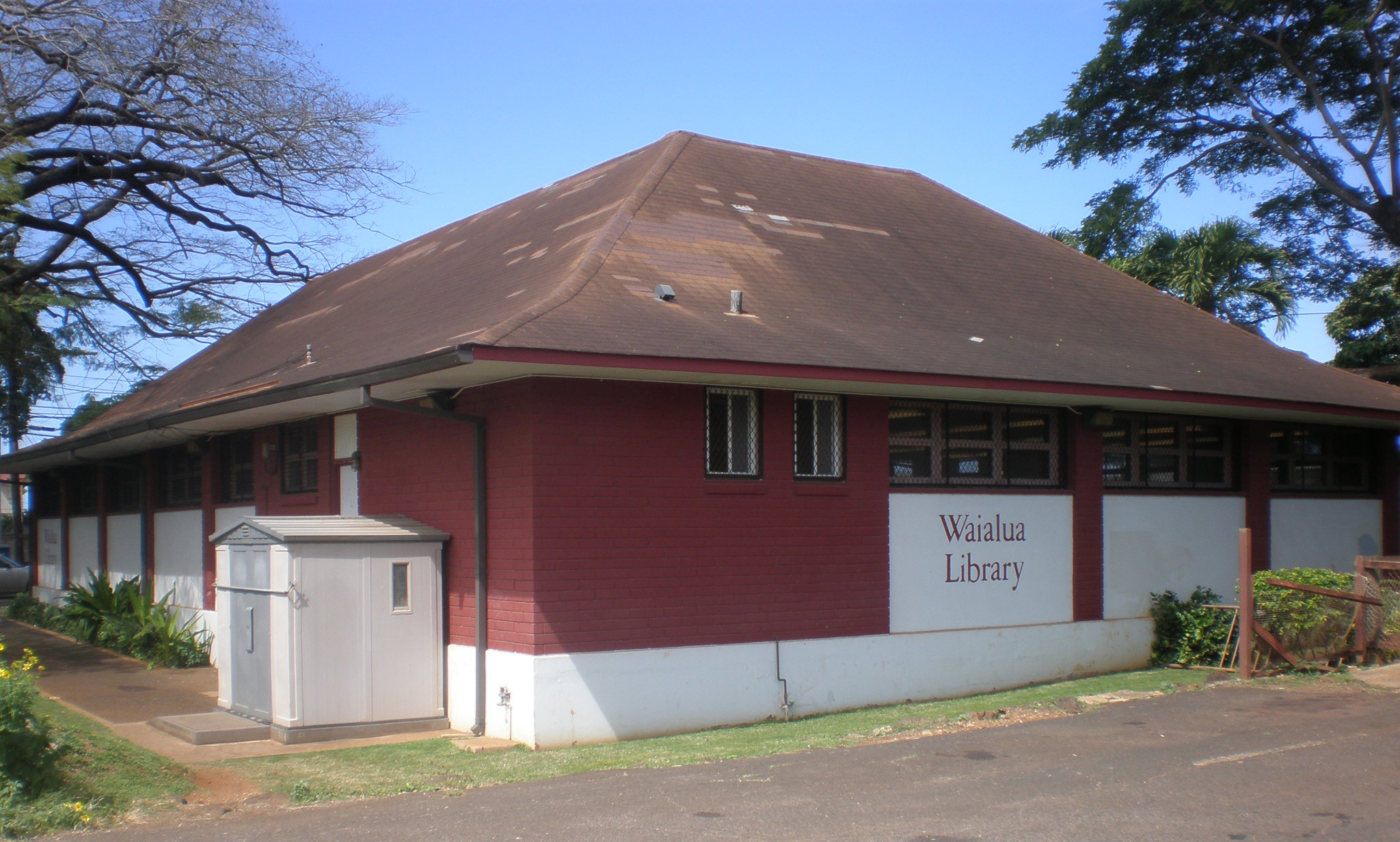
مبنى المكتبة العامة في وايالوا ، وايالوا ، هاي ، الولايات المتحدة الأمريكية